# Hunyvers
 (août 2023).
 (novembre 2023).
Si vous disposez d'ouvrages ou d'articles de référence ou si vous connaissez des sites web de qualité traitant du thème abordé ici, merci de compléter l'article en donnant les références utiles à sa vérifiabilité et en les liant à la section « Notes et références ».
 (août 2023).
Il peut être nécessaire de l'améliorer pour respecter le principe de neutralité de point de vue. Veuillez consulter la page de discussion pour plus de détails.

Le groupe Hunyvers est une entreprise française spécialisée dans le tourisme itinérant et plus particulièrement les véhicules de loisirs : camping-cars, caravanes, vans, fourgons, bateaux professionnels et de plaisance. 
Depuis 2006 l'entreprise a acquis 22 concessions, son activité repose sur la vente, l'entretien, la réparation, l'accessoirisation et les conseils d’utilisation. 
Le groupe est présent sur le marché européen avec sa plateforme digitale collaborative dédiée au voyage itinérant depuis 2014 : CaraMaps.

## Histoire
L’histoire de Hunyvers débute en 2006. Julien Toumieux quitte le cabinet d’expertise KPMG où il travaille et achète sa première concession de camping-cars Caravaning Limousin à Feytiat (Haute Vienne). Il crée le groupe Auyantepuy. Il est rejoint par Delphine Bex en 2011 en tant que directrice générale. À partir de 2014, ils forment un comité de direction comprenant Florence Borjeix (directrice administrative et financière) et Charles Toumieux (directeur des opérations). 
Hunyvers opère aujourd'hui[Quand ?] dans le centre de la France, à travers un réseau de 21 concessions, dont 6 dédiées au nautisme (Arcachon, Gujan Mestras, Biscarrosse, Lège-Cap-Ferret, La Baule/Le Pouliguen et La Baule/Pornichet),,,.

### Dates clés du Groupe Hunyvers
En avril 2006, la société Auyantepuy est créée et achète la société Caravaning Limousin (devenue Hunyvers Limoges). En février 2011, elle achète la société Deux-Sèvres Loisirs (devenue Hunyvers Niort-Aérodrome)[réf. nécessaire], puis en décembre 2011 la société Niort Evasion (devenue Hunyvers Niort-Mendès). 
Le mois d'août 2013 est marqué par la création de la société V17. Le lancement du projet CaraMaps débute en février 2014,,,. 
En juillet 2014, Auyantepuy achète les sociétés Bourges Evasion (devenue Hunyvers Bourges-St Germain) et la société Solyne (devenue Hunyvers Bourges-St Doulchard). En avril 2016, la société achète Caravaning Naulin (devenue Hunyvers Soyaux-Croix Blanche). En juillet de cette même année, Auyantepuy vend la société V17. En novembre 2016, le groupe achète la société Ravinalla (devenue Hunyvers Brive), puis en août 2018, la société NEOS (devenue Hunyvers Soyaux-Pétureau).
En septembre 2020, Auyantepuy fait l'acquisition du Groupe Nautic qui détient 3 concessions de bateaux (situées à Arcachon, Biscarrosse et Gujan Mestras). À cette même date, le groupe Auyantepuy devient Hunyvers et regroupe l'ensemble de ses concessions sous ce nouveau nom de marque : Hunyvers (hors Groupe Nautic). En janvier 2021, la société achète Inter Service Loisirs (devenue Hunyvers Bourges-Charité) puis en août, les sociétés du Groupe MAES : Camping-car 69 (devenue Hunyvers Lyon-St Priest), Boutic Auto (devenue Hunyvers St Priest), Pithioud (devenue Hunyvers St Priest-Mi Plaine), Camping-car 71 (devenue Hunyvers Mâcon).
En mars 2022, le Groupe Hunyvers entre sur le marché boursier (EuroNext Growth ALHUN). En juillet 2022, il achète les sociétés Martin Caravanes (devenue Hunyvers Clermont) et Ypocamp Sublet (aujourd'hui Hunyvers Sublet),. En avril 2023, la société Caravanes Cassegrain (devenue Hunyvers Chinon) rejoint le groupe. En juillet 2023, le groupe achète une nouvelle concession dans le nautisme : Marine Plaisance Services,,,(nautisme), située à Lège-Cap-Ferret. En octobre 2023, le Groupe Hunyvers achète le Groupe LBC Nautic qui regroupe les entités de LBC distribution et  LBC Charter situés sur les ports de La Baule/Pouliguen et La Baule/Pornichet,.

### CaraMaps
Le Groupe Hunyvers se lance en 2014 dans l’économie collaborative en créant l’application CaraMaps, : application Européenne pour camping-caristes et « vanlifeurs » qui concentre les informations utiles lors d’un voyage,.

### Mars 2022: Hunyvers entre en bourse
En 2012, Hunyvers fait entrer un fonds de « private equity » au capital. Les investisseurs ont accompagné l’entreprise et ont formé les dirigeants au M&A.
En 2017, Julien Toumieux et Delphine Bex activent la clause de sortie du fonds.
En 2021, ils suivent le programme FamilyShare d'Euronext et transforment Hunyvers en S.A.
Le 1er mars 2022, le Groupe Hunyvers fait son entrée en Bourse, sur le marché Euronext Growth Paris, avec l'objectif de devenir le référent Européen du tourisme itinérant.

## Les services
Le Groupe Hunyvers est spécialisé dans les véhicules de loisirs : le bateau, le camping-car, le fourgon, le van et la caravane.

### Le camping-car, van, fourgon, caravane
Les entités du Groupe Hunyvers sont spécialisées dans la vente de véhicules de loisirs, le rachat, le dépôt-vente, l’entretien, la réparation, l’accessoirisation, l’aménagement et le financement.

### Le bateau
Le Groupe Nautic, Marine Plaisance Service et LBC Nautic, filiales du Groupe Hunyvers, sont spécialisées dans la vente, l’entretien et la réparation de bateaux professionnels et de plaisance. Le groupe Nautic, créé au début des années 1990, est composé de 3 concessions, situées à Arcachon, Gujan Mestras et Biscarrosse dans le Sud-Ouest. La concession Marine Plaisance Service, créée en 1981. Le Groupe LBC Nautic se situe à La Baule et est créée en 1978.

## Actionnariat

### Présentation
Les actionnaires sont les suivants, :
- Date d’introduction en bourse : 01 mars 2022[42],[43]
- Code ISIN / Mnemo : FR-0014007LQ2 / ALHUN[44]
- Marché de cotation : Euronext Growth Paris[45]
- Date de clôture de l’exercice : 31 août[46]
- Nombre d’actions : 3 874 102
- Contrat de liquidité : CIC Market Solution

### Actionnaires
| Répartition du capital | %     |
| ---------------------- | ----- |
| Flottant               | 47,3% |
| Dirigeants/fondateurs  | 52,7% |